# Innisfree
Innisfree és una pel·lícula documental espanyola dirigida el 1990 per José Luis Guerín. Fou exhibida al a secció Un Certain Regard al 43è Festival Internacional de Cinema de Canes. S'ha subtitulat al català.

## Argument
La pel·lícula mostra quaranta anys després el poble de Cong, al comtat de Mayo (República d'Irlanda), famós per haver estat el lloc de rodatge de la pel·lícula de John Ford The Quiet Man. El director aprofita per rastrejar les pistes de la ficció cinematogràfica i construir un rigorós documental que va molt més allà de la simple recerca cinèfila en plantejar el compromís del cinema amb la realitat.

## Repartiment
- Bartley O'Feeney - Ell mateix
- Padraig O'Feeney - Ell mateix
- Anna Livia Ryan - Ella mateixa
- Anne Slattery - Maureen O'Hara

## Premis
Premis Sant Jordi de Cinematografia
| Categoria         | Resultat   |
| ----------------- | ---------- |
| Millor pel·lícula | Guanyadora |

Fotogramas de Plata
| Premi | Categoria                   | Resultat   |
| ----- | --------------------------- | ---------- |
| 1990  | Millor pel·lícula espanyola | Guanyadora |

Medalles del Cercle d'Escriptors Cinematogràfics de 1990
| Categoria         | Resultat   |
| ----------------- | ---------- |
| Millor pel·lícula | Guanyadora |